# 知宵
知宵（？—？），知氏，名宵，中国战国时期晋国大夫，是知宣子荀申之子。

## 生平
知宣子打算立知瑤為繼承人，知氏族人知果勸諫宣子應立知宵為繼承人。知宣子認為知宵面相兇狠，知果回應說知宵雖然面相兇狠但不會傷害他人；相反知瑤雖有著儀態不凡、善於騎射、才藝出眾、能寫善辯，以及堅毅果決的五大優勢，但卻並不仁厚而且內心兇狠。若知瑤繼位後恃著本領欺壓他人，以殘酷不仁的思想行事，最終必定因為與人不睦而導致知氏家族的滅亡。知宣子不聽從他的意見而堅持立知瑤為儲。